# Noyelles-sous-Bellonne
Noyelles-sous-Bellonne ist eine französische Gemeinde mit 848 Einwohnern (Stand 1. Januar 2022) im Arrondissement Arras des Départements Pas-de-Calais. Sie liegt im Kanton Brebières und ist Mitglied des Kommunalverbandes Osartis Marquion.
| Vitry-en-Artois     | Brebières   |                    |
|                     | Kompass     | Gouy-sous-Bellonne |
| Sailly-en-Ostrevent | Tortequesne | Bellonne           |

## Sehenswürdigkeiten

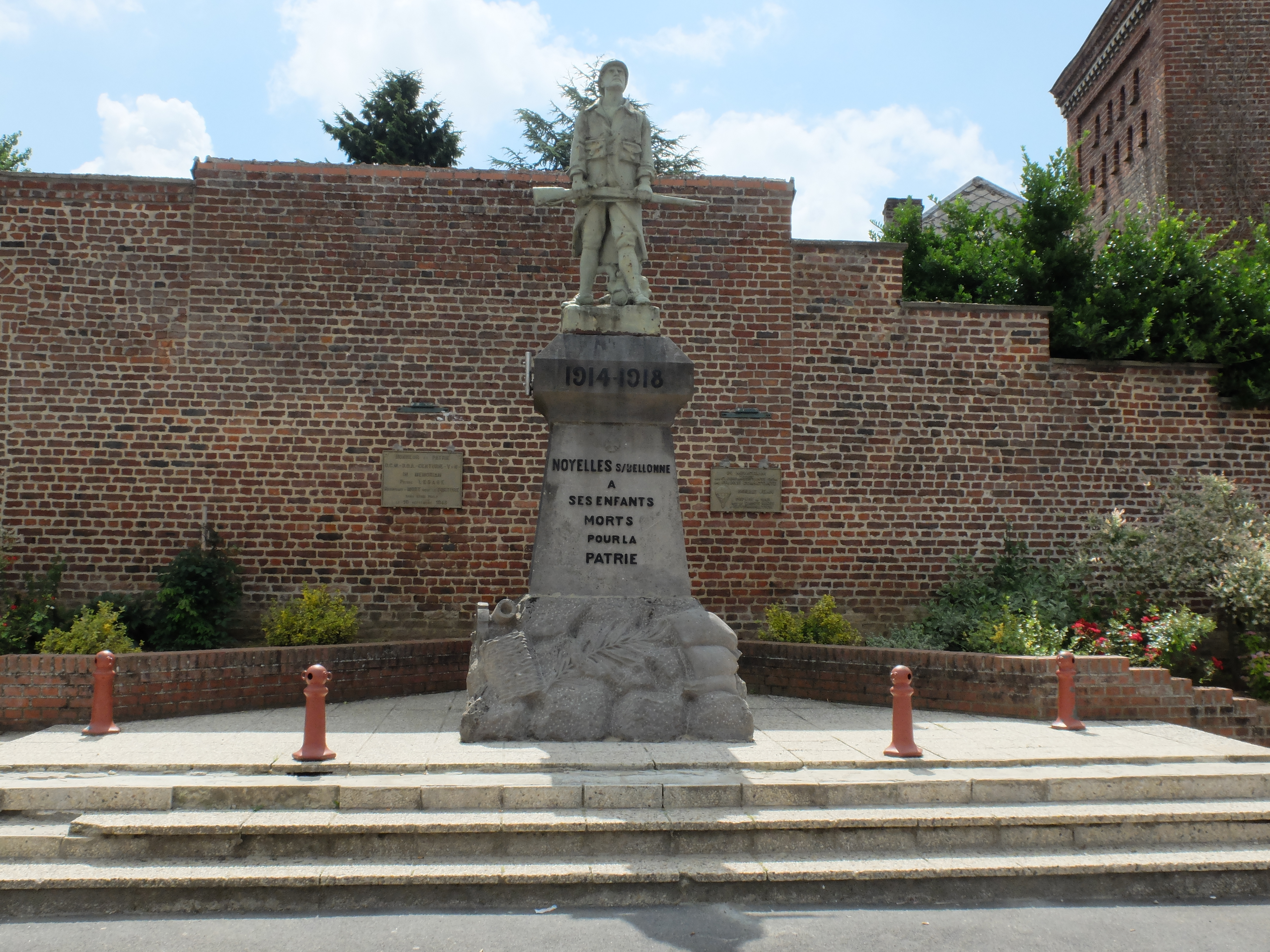
Kriegerdenkmal
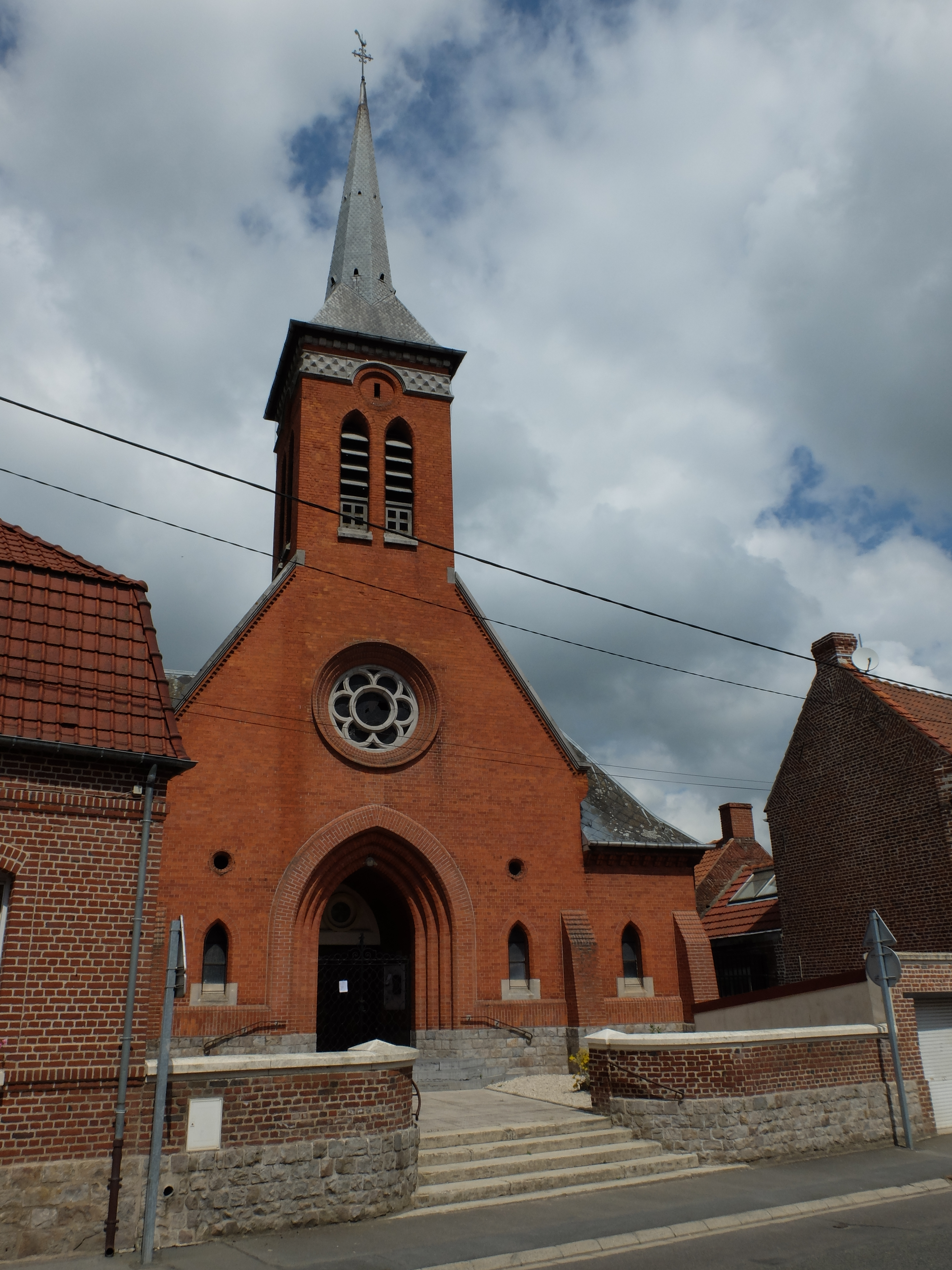
Kirche Sainte-Pétronille
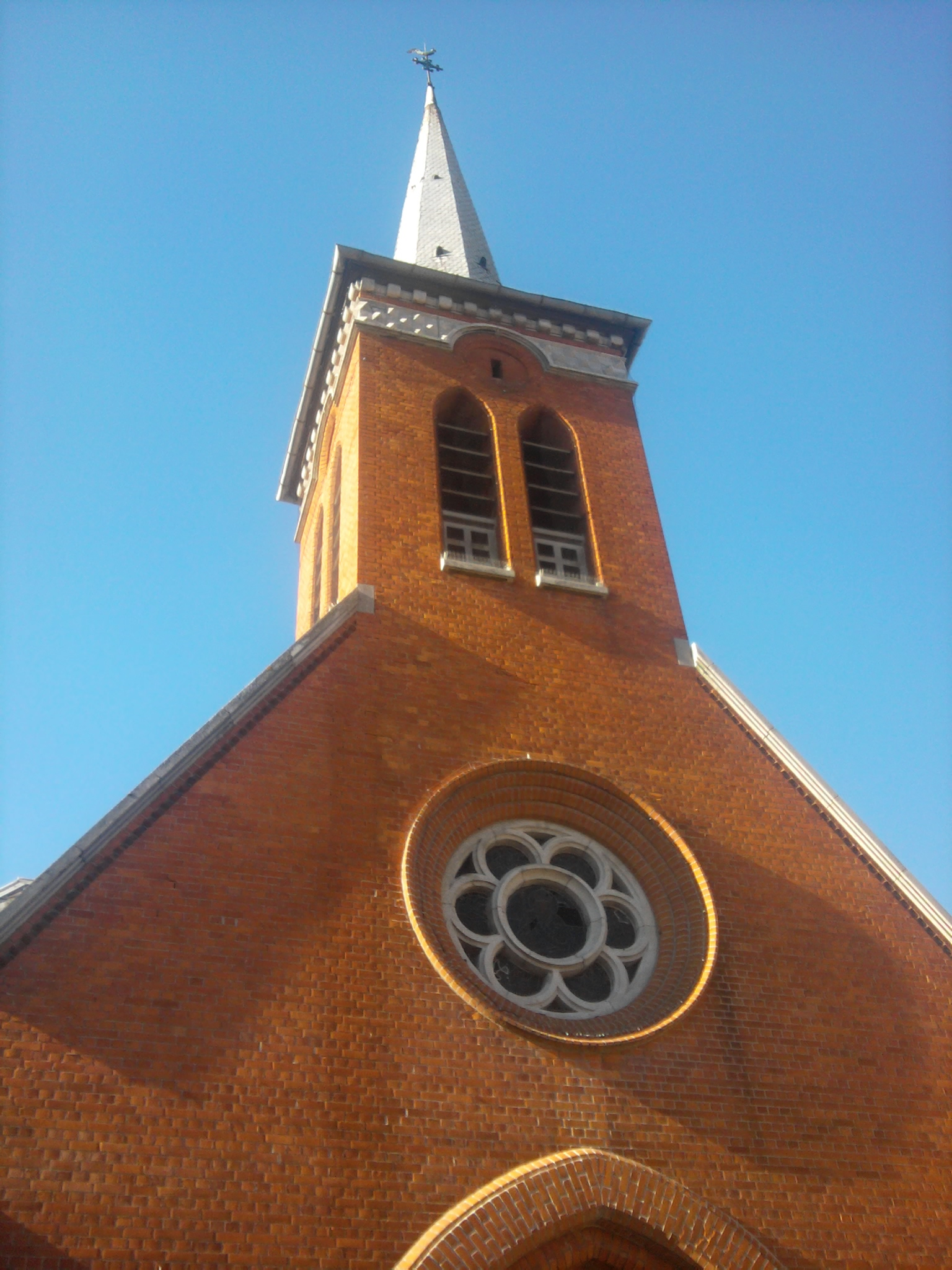
Glockenturm